# Bernardino Ramazzini

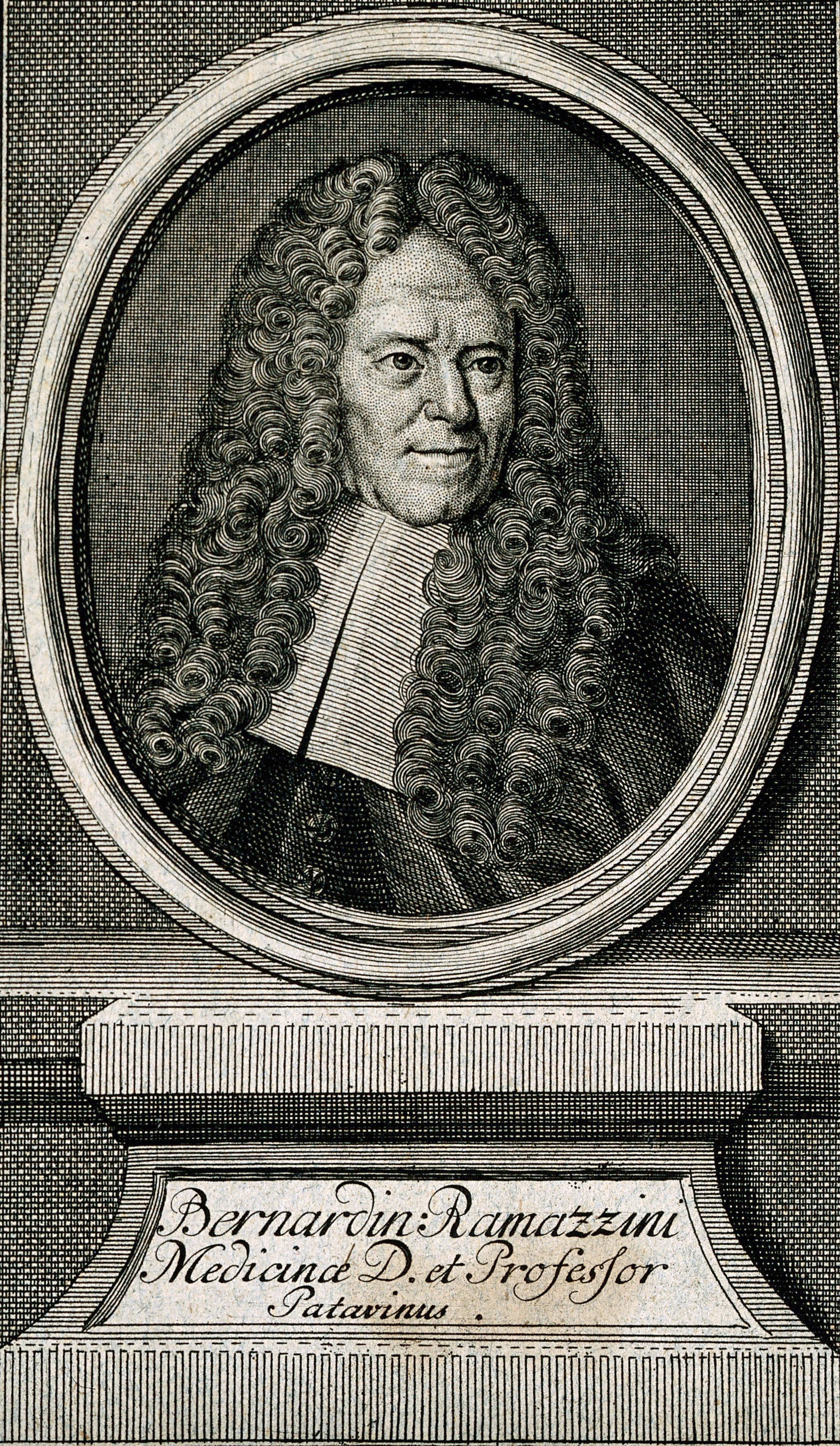
Bernardino Ramazzini

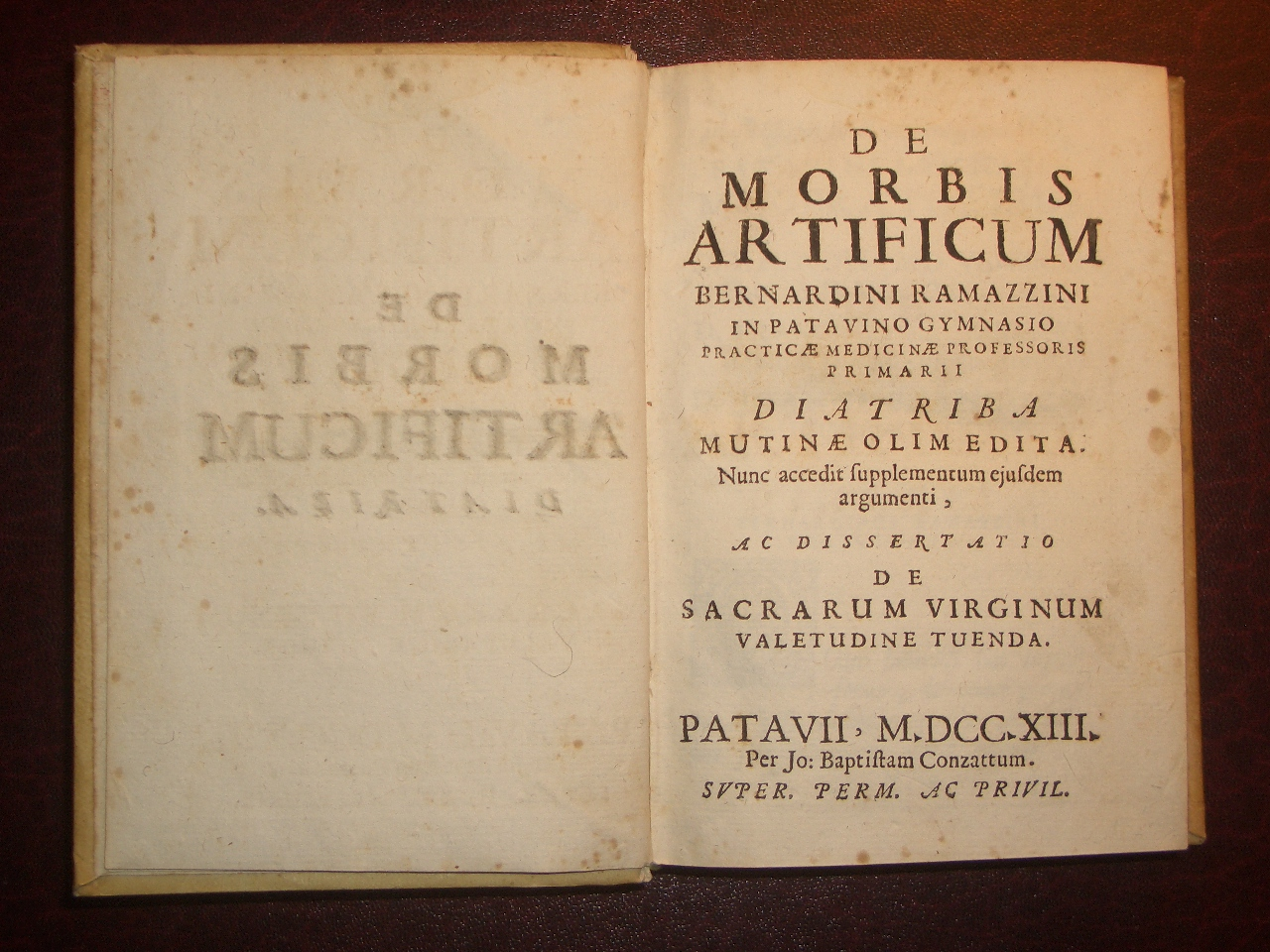
De Morbis Artificum Diatriba, 1713

Bernardino Ramazzini (* 4. Oktober 1633 in Carpi; † 5. November 1714 in Padua) war ein italienischer Arzt. Er verfasste die erste Monographie über Berufskrankheiten und gilt als Begründer der Arbeitsmedizin sowie Pionier der Hygiene und Sozialmedizin.

## Leben

De morbis artificum diatriba, 1745

Ramazzini erhielt bis 1652 durch Jesuiten Unterricht in Kunst und Wissenschaften. Danach studierte er in Parma Philosophie und von 1655 bis 1659 Medizin. Nach dem Studienabschluss mit der Promotion ließ er sich in Rom von Antonio Maria Rossi in praktischer Medizin ausbilden. Danach war er als angestellter Arzt in Canino tätig. Nachdem er an Malaria quartana erkrankt war, verließ er Rom jedoch wieder. Im Anschluss an seine Genesung eröffnete er seine Praxis in Modena.
1682 erhielt er durch Herzog Francesco II. einen Lehrstuhl für Medizin an der Universität von Modena. Von 1700 bis zu seinem Tod arbeitete er als Professor der Medizin an der Universität Padua. Er veröffentlichte im Jahr 1700 mit seiner von Leibniz angeregten sozialkritischen Schrift De morbis artificum diatriba die erste geschlossene Darstellung wichtiger Krankheiten von über 50 Berufsgruppen und forderte gesundheitliche Vorsorge. Er gilt als einer der Pioniere der Arbeitsmedizin und befasste sich auch mit den Berufskrankheiten von Frauen.
In einem Kommentar „De principum valetudine tuenda“ befasste sich Ramazzini im Jahr 1710 mit der höfischen Medizin. Das Buch stieß bei den Leib- und Hofmedici in ganz Europa auf große Beachtung und erlebte in den ersten beiden Jahren des Erscheinens zwei Nachdrucke. 1724 folgte eine französische Übersetzung.
1712 veröffentlichte Ramazzini die erste detaillierte Beschreibung der Rinderpest. Auf der Grundlage dieser Arbeit entwickelte Giovanni Maria Lancisi später das erste Bekämpfungsprogramm gegen diese Tierseuche. Ramazzini war – im Gegensatz zu seinem Modenaer Kollegen Francesco Torti – ein entschiedener Gegner des übermäßigen Chinarindengebrauchs, der aufgrund der gehäuft auftretenden Malaria, in seiner Gegend üblich geworden war.

### Ehrungen
Im Jahr 1693 wurde er zum Mitglied der Leopoldina gewählt. Seit 1707 war Ramazzini auswärtiges Mitglied der Königlich Preußischen Sozietät der Wissenschaften. Ramazzini korrespondierte mit bedeutenden Gelehrten seiner Zeit, so beispielsweise mit Giovanni Battista Morgagni, Antonio Vallisnieri, Giovanni Maria Lancisi und Gottfried Wilhelm Leibniz.